# Gare de Hachette
La gare de Hachette est une gare ferroviaire française de la ligne de Creil à Jeumont, située en lisière de la forêt de Mormal sur le territoire de la commune de Locquignol dans le département du Nord, en région Hauts-de-France.
Elle est mise en service en 1884 par la Compagnie des chemins de fer du Nord. C'est une halte voyageurs de la Société nationale des chemins de fer français (SNCF) desservie par des trains TER Hauts-de-France.

## Situation ferroviaire
Établie à 135 mètres d'altitude, la halte de Hachette est située au point kilométrique (PK) 207,038 de la ligne de Creil à Jeumont, entre les gares de Landrecies et d'Aulnoye-Aymeries.

## Histoire
La halte est mise en service, pour les voyageurs, le 1er décembre 1884 par la Compagnie des chemins de fer du Nord.

## Service des voyageurs

### Accueil
Halte SNCF, c'est un point d'arrêt non géré (PANG) à entrée libre. Elle est équipée de toilettes (urinoir) ainsi que d'abris voyageurs sur les quais. 

### Desserte
Hachette est desservie par des trains TER Hauts-de-France qui effectuent des missions entre les gares de Busigny et de Maubeuge, ou Jeumont. La desserte est d'un train de Busigny à Jeumont le matin et d'un train de Maubeuge à Busigny le soir, uniquement du lundi au vendredi.

### Intermodalité
Une petite place permet le parking des véhicules à proximité de l'entrée de la halte et d'un café bar débit de tabacs.